# Rhinoceros
Rhinoceros byla americká rocková skupina, kterou dalo dohromady hudební vydavatelství Elektra Records. Skupinou prošla řada hudebníků a rozpadla se po třech letech své existence, v roce 1970. V roce 2009 byla skupina pro jeden koncert obnovena.

## Historie
Počátky skupiny Rhinoceros sahají do roku 1967, kdy se producenti Frazier Mohawk a Paul A. Rothchild rozhodli, že dají dohromady skupinu složenou z různých losangeleských hudebníků. Původní sestavu skupiny tvořili John Finley (zpěv), Michael Fonfara a Alan Gerber (klávesy), Doug Hastings a Danny Weis (kytary), Jerry Penrod (baskytara) a John Keleihor (bicí). Své první album skupina nahrála v létě 1968; po vydání se umístilo v žebříčku Billboard 200 na 115. místě. Později se ve skupině vystřídalo několik dalších hudebníků a v pozměněné sestavě skupina vydala ještě dvě studiová alba: Satin Chickens (1969) a Better Times Are Coming (1970). V srpnu 2009 byla skupina obnovena a odehrála jeden společný koncert. V sestavě byli John Finley, Alan Gerber, Danny Weis a Michael Fonfara. Doplněni byli baskytaristou Peterem Hodgsonem (ten ve skupině působil již v letech 1969–1970), kytaristou Berniem LaBargem a bubeníkem Mikem Sloskim.

## Členové
- John Finley – zpěv (1967–1970, 2009)
- Michael Fonfara – klávesy (1967–1970, 2009)
- Danny Weis – kytara (1967–1970, 2009)
- Doug Hastings – kytara (1967–1970)
- Alan Gerber – klávesy, zpěv (1967–1969, 2009)
- Jerry Penrod – baskytara (1967–1969)
- John Keleihor – bicí (1967–1968)
- Billy Mundi – bicí (1968–1969)
- Peter Hodgson – baskytara (1969–1970, 2009)
- Duke Edwards – bicí (1969–1970)
- Larry Leishman – kytara (1969–1970)
- Bernie LaBarge – kytara (2009)
- Mike Sloski – bicí (2009)

## Diskografie
Studiová alba
- Rhinoceros (1968)
- Satin Chickens (1969)
- Better Times Are Coming (1970)

Singly
- „You're My Girl“ / „I Will Serenade You“ (1968)
- „Apricot Brandy“ / „When You Say You're Sorry“ (1969)
- „I Need Love“ / „Belbuekus“ (1969)
- „Back Door“ / „In a Little Room“ (1969)
- „Old Age“ / „Let's Party“ (1970)
- „Better Times“ / „It's A Groovy World“ (1970)